# 繁蛱蝶属
繁蛱蝶属（学名：Anaeomorpha）是蛱蝶科的一属。

## 下属物种
本属包括以下物种：
- Anaeomorpha mirifica Simon & Willmott, 2017
- Anaeomorpha splendida Rothschild, 1894